# 寂静岭 (游戏)
《寂静岭》是由Team Silent制作，科乐美公司发行的PlayStation平台恐怖生存游戏，也是寂静岭系列的第一部作品。游戏1999年1月在北美发售，随后于日本与欧洲推出。游戏使用第三人称视角与即时渲染画面。开发商受机能限制，只能大量使用迷雾和黑暗效果弥补画面缺陷，这一视觉效果成為游戏特色。《寂静岭》和之前恐怖遊戲做法不同，遊戲角色並未受过格斗训练，而只是“普通人”。
游戏主要讲述作家哈利·梅森为寻找失踪养女，在寂静岭小镇中四处探索的故事。主角途中卷入一場能够唤醒神灵的邪教仪式，並得知女儿的真实身份。游戏共有五種结局，包括一个搞笑性质的结局，實際結局视乎玩家选择而定。
本游戏获得商業成功和高度评价。是因游戏风格与B级片相去甚远，更多在强调营造发自内心的恐怖气氛，评论普遍認為該作定義了生存恐怖遊戲。此后科乐美公司又多次改編遊戲，譬如2001年的视觉小说和2009年的“重制版”《沉默之丘：破碎記憶》，這些遊戲情節基本相似。同名改编电影於2006年上映。游戏续作《寂静岭2》于2001年发售。

## 游戏玩法

在大多数游戏时间里，手电筒是哈利在黑暗中的唯一照明来源。

玩家的目标是操控游戏主角哈利·梅森，探索寂静岭小镇以寻找他失踪的女儿雪柔。游戏的重点包括战斗、探索和解决谜题。游戏主要使用第三人称视角，但在部分预定区域將切换至其它角度以呈现戏剧效果，这也是游戏与其他較早面世的生存恐怖游戏的不同之处。由于游戏没有平视显示器，因此玩家必须查看特定選单以得知哈利的生命狀態。如果哈利处于濒死，DualShock手柄將出現模擬心脏跳动的震動。
哈利在小镇各處均有機會遇上怪物，但只能以冷兵器与枪支自衛。作为一位战斗经验有限的常人，哈利不能与怪物持续战斗，在奔跑后會急促呼吸，射擊命中率也往往不穩。哈利持有的收音机能在附近出現怪物時发出嘈杂的声音以作警告。
玩家可在小鎮各地区收集到风格相似的地图，每张地图上标有玩家所去地方的情况，但必须有足够光线才能查看；小鎮常有濃雾導致能见度偏低，且黑暗在「异世界」中普遍存在。玩家可以在游戏開始後不久获得口袋大小的手电筒，但其照射範圍只有數英尺，玩家需要利用小镇中的指引於黑暗中寻找關鍵物品并解决难题。

## 故事情节

### 剧情
哈利·梅森（Harry Mason）與女儿雪柔（Cheryl）驾车前往小鎮寂静岭度假，临近小镇时一名女孩突然在路中央出现，哈利為閃避而撞到路边失去知觉，醒来后发现自己身处在白雾充斥、煤灰四散、满是怪物的废弃城镇之中，雪柔則不知所蹤。哈利在鎮上咖啡店中遇上鄰镇警察西比尔（Cybil Bennett），但因她前往寻求支援而只得獨自寻找雪柔。哈利在鎮上学校一無所獲卻聽见教堂鳴钟，前往查看後发现一位名為达利亚（Dahlia Gillespie）的女人在那兒等着他，她把一件名為「弗劳洛斯」（Flauros）的物品交予哈利并指引他前往艾凯蜜拉医院（Alchemilla Hospital）。哈利在滿是怪物的医院中探索但仍未能尋獲雪柔，只遇上院长迈克尔·考夫曼（Michael Kaufmann）及护士丽莎·高兰（Lisa Garland），離開醫院後哈利再次遇上达利亚，被告知一個在鎮上到處出現的標記乃惡魔的記號，假如記號全部完成，黑暗將笼罩整个小镇，而該名在路中央出现釀成哈利車禍的女孩與恶魔有所關係，必須阻止她才能讓雪柔存活。哈利其後在寂静岭观光区的游乐园中发现西比尔失去常性並遭受她攻击，其命運視乎玩家作出的行動而定。
哈利後來再度遇上該女孩，看見她被弗劳洛斯的强大力量所困，达利亚此時道出該女孩乃达利亚女儿爱莉莎（Alessa Gillespie），拥有超自然力量，只有哈利一人能接近她。哈利清醒后发现自己身處名為「终极世界」（Nowhere）的地方，同樣身處該地的丽莎逐渐变成怪物並一步步向哈利靠近，震驚的哈利把她推开後立即逃出房间。在取得丽莎的日记後，哈利得知麗莎被迫成為照料爱莉莎的護士，隨後在一间病房中知道了一切：七年前达利亚展开献祭仪式让爱莉莎孕育了邪教之神，爱莉莎成為神之容器活了下来，却因把灵魂一分为二而阻止了仪式，其一半灵魂附了在雪柔身上，隨後被哈利夫妇收养，但达利亚施放了法术使雪柔在將來回歸，鎮上的眾多標記能阻止爱莉莎体内的神灵提前诞生。哈利赶到后，因为爱莉莎反抗行动的失败造成灵魂重组，神灵复活並占据了爱莉莎身体，达利亚则因神灵的落雷而毙命。

### 主要登場人物
哈利‧梅森（Harry Mason）
本作主角。職業是小說家。妻子去世後，非常溺愛唯一的家庭成員雪柔。
雪柔‧梅森（Cheryl Mason）
哈利的養女。還是嬰兒時被丟棄在快速道路邊，被路過的梅森夫婦收養。提議要父親帶她到寂静岭旅行。
西碧兒‧班奈特（Cybil Bennett）
從鄰鎮來到寂静的警察。發現了奇怪的異變，而試著與哈利一起脫逃。電影版中也有登場。
妲利亞‧吉雷斯比（Dahlia Gillespie）
哈利在鎮上教會遇到的老婆婆。電影版中也有登場。
麥克‧考夫曼（Michael Kaufmann）
任職於ALCHEMILLA醫院的院長兼醫生。
莉莎‧加蘭德（Lisa Garland）
任職於ALCHEMILLA醫院的護士。因為角色的高人氣，電影版中也有登場。
亞雷莎‧吉雷斯比（Alessa Gillespie）
常常出現於哈利面前的少女，與雪柔非常的相像。
茱蒂‧梅森（Judy Mason）
哈利的妻子。

### 结局
游戏共有五个结局。除UFO结局外，其它四个正常结局受考夫曼及西比尔的生死影响。
- 结局一（Bad!）：二人皆死。在打败神靈后，雪柔向哈利道謝後消失。遊戲随后顯示头破血流的哈利昏迷坐在汽车內；寂静岭的遭遇乃其死前的幻想。
- 结局二（Bad+!）：只让西比尔活下来。与结局一基本相同，西比尔与哈利在神靈被打敗後一同逃走但生死未卜。
- 结局三（Good!）：只让考夫曼活下来。考夫曼把「阿格劳弗提斯」泼到爱莉莎身上，逼出其體內的恶魔。神靈被打败后爱莉莎再次出现，把一個嬰兒交给哈利并指出逃走的出口。考夫曼欲逃走时被丽莎强迫留了下来，哈利抱着嬰兒成功逃离寂静岭。
- 结局四（Good+!）：二人皆活。与結局三基本相同，西比尔也成功逃出。
- 结局五（UFO!）：哈利寻找雪柔時使用了特殊物品引来飞碟，在向外星人询问女儿下落後被袭击掳去[28]。

## 开发

### 设计

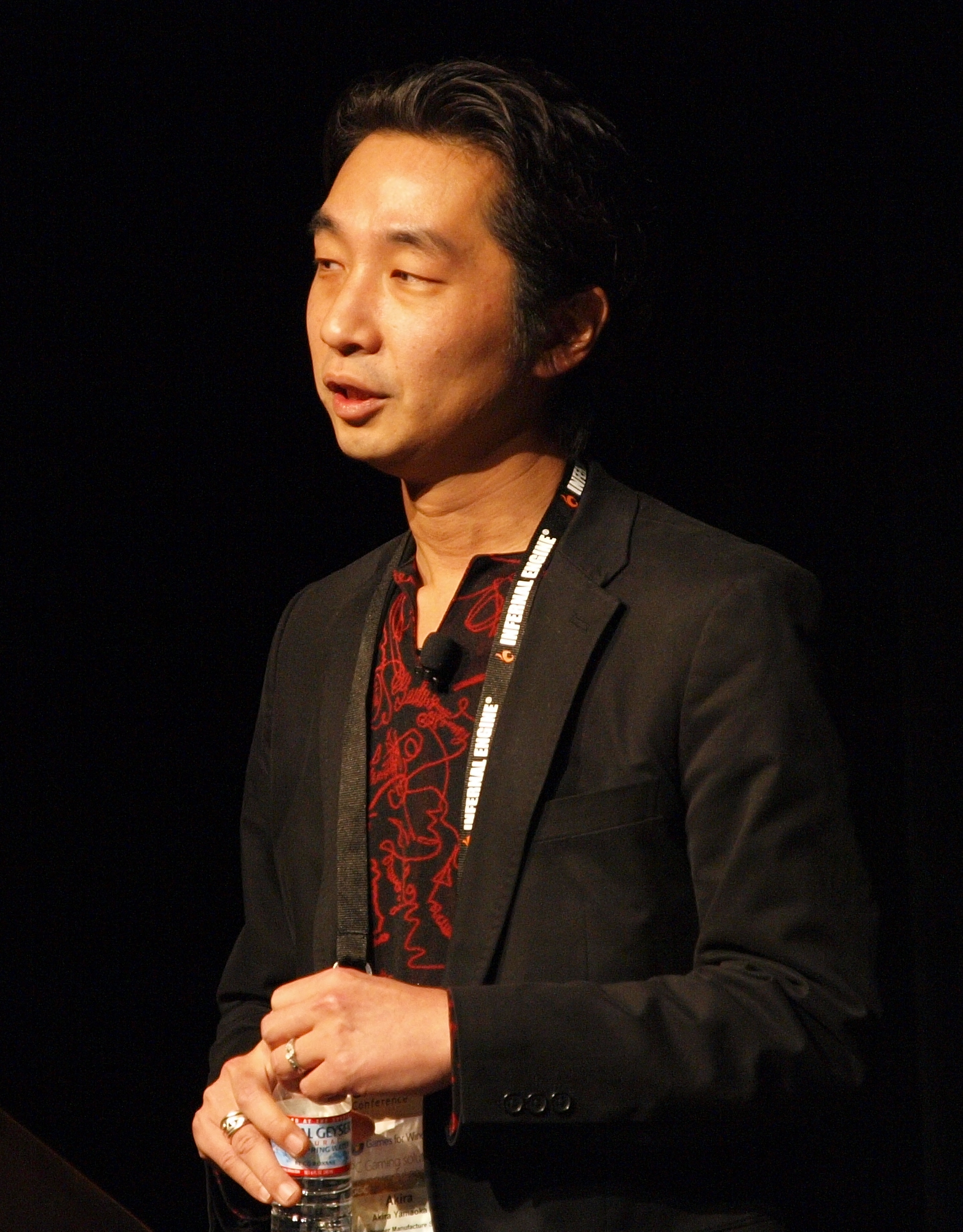
小組原作曲家決定離開後，山冈晃提出擔任譜曲工作。

本游戏由科乐美电脑娱乐东京工作室的小组Team Silent自1996年9月起开始制作。科乐美新业主想出品一款能在美国获得成功的游戏，因此要求本游戏采用好莱坞风格。Team Silent由曾參與其他失敗项目的工作人员组成，他们因不能自由实现想法及無法與公司其他团队進行良好交流而萌生离开科乐美的念头。作曲家山冈晃表示开发商不知道如何着手游戏的後期制作。一段时间後，科乐美员工和管理层束手无策，游戏制作人员也愈加像是局外人。尽管科乐美公司以利润为重，但因时值低预算的二维时代，游戏制作人员有着很大的艺术自由。游戏制作人员最终决定放弃科乐美公司的最初计划，繼而制作能够真正吸引玩家的游戏。
制作团队提出营造一种“未知的恐惧”作为游戏的恐怖类型。他们设计了模糊矛盾的故事情节，将其真正含义隐藏在神秘之中以吸引玩家思索不明之处。总监外山圭一郎负责制作游戏场景，程序员大和久宏之负责编写谜題。英文翻译工作由負責為《最终幻想VII》進行本地化的公司完成。游戏开发借鉴了神秘学知识和大卫·林奇的电影。
寂静岭是日本人想像中的美国小镇，制作人员參考西方文学作品和电影，同时参考欧洲和俄罗斯文化中美国城镇的形象。游戏UFO结局源自玩家建议，他们希望以另一种方式查明寂静岭小镇接连出现奇怪事件的原因。
游戏美工佐藤隆良负责校对游戏情节、设计游戏角色。身为年轻员工的他原本只能做字体设计或文件排序之类的任务，他随后就开始制作三维演示及介绍，向老员工讲解三维模型的基本原理。然而他并没有得到公司内老员工的尊重，因此公司对他做这项工作并不信任。佐藤隆良最终带着一部简短的演示影片，找到公司的上级领导，威胁上司如果不让他进入三维工作组，就不再为其它员工提供技术知识。上司答应了要求，还批准他设计游戏角色。佐藤隆良设计角色时没有用插图，而是直接在制作计算机模型时构思。他为各角色都设计了独特之处，但为避免玩家激烈争论而将哈利照普通人设计。佐藤没有白人同事，设计美国角色头骨形状成为难题。尽管他此时主要负责游戏的过场动画和角色设计，上级仍未完全信任他，想给他分派一名视觉监督。为避免这种情况的发生，佐藤隆良主动请缨，制作游戏的全动态影像。佐藤开发的两年半都住在制作团队办公室，他要等同事结束工作离开单位后，使用约150台装有UNIX系统的计算机来渲染场景。
佐藤估计游戏预算为300至500万美元。他称开发团队希望推出一款杰作，而非为了销售额的老套游戏。他们将故事构思的引人入胜，希望像成功的文学作品那样，在玩家脑中持续一段时间。游戏在美国佐治亚州亚特兰大市的“1998年电子娱乐博览会”上首次展览，其介绍影片和游戏实景得到观众的一致好评。科乐美因此肯定了制作组，除继续给项目派员工外，还加大了宣传公关力度。公司随后在伦敦“欧洲电子贸易博览会”上，将本游戏和隐蔽类游戏《合金装备》测试版一并展出。
游戏中部分人物、谜题的命名与设计源自游戏角色爱莉萨所喜爱的书籍，包括阿瑟·柯南·道尔的小说《失落的世界》，以及路易斯·卡罗的小说《爱丽丝梦游仙境》。部分游戏元素参考了现实事物，当中以人物姓名最为明显。雪柔·梅森的名字来源于女演员雪柔·李，丽莎·高兰的姓来源于女演员朱迪·加兰。“迈克尔·考夫曼”源自托马影业（Troma Studios）的两位制片人——洛伊德·考夫曼和迈克尔·赫兹——的姓与名。爱莉莎的原本名为“艾莎”（Asia），达利亚原本名为“达瑞亚”（Daria），这来源于演员艾莎·阿基多与她母亲达里亚·尼古洛蒂的名字。哈利的原名为“亨伯特”（Humbert），谢丽尔的原名为“多洛雷斯”（Dolores），这参考于弗拉基米尔·纳博科夫小说《洛丽塔》中的主人公和片名角色。他们的美版名因太罕见改换。游戏虚构宗教物品时参考了多种宗教：恶魔驱散物“阿格劳弗提斯”（aglaophotis）的名称和性质类似中草药卡巴拉（属于犹太神秘主义），梅塔特隆印章（Seal of Metatron）的名字来源于梅塔特隆天使，弗劳洛斯（Flauros）同所罗门王所著魔法书《所罗门的小钥匙》中某恶魔同名。“终极世界”中一些物品和门以神秘学元素命名，象征达利亚所有的神秘特点。门的名字源自中世纪黑魔法书中，四位统治行星的天使：奥菲尔、哈及、法勒和贝瑟。佐藤称，行星名称象征“正在进入爱莉萨意识的更深层”。

### 音乐
本游戏的配乐由音乐监督山冈晃谱写，在小組原作曲家決定離開後，他提出擔任譜曲工作。他还担任音效创作和母带后制等工作。山冈晃直接凭意象作曲，没有看场景画面。他的曲风深受电视剧《双峰镇》作曲家安琪洛·巴达拉曼提的影响。为使游戏尽量突出于同类作品，并营造寒冷、锈迹斑斑的氛围，他选用了工业音乐。工作人员首次听到音乐时，竟错把它当做游戏漏洞，山冈详细解释后制作组才撤回异议。
游戏的原声大碟1999年3月5日于日本发行。碟片第41曲为结局音乐《等你》（Esperándote），由村中莉香（Rika Muranaka）创作。山冈晃曾事先和她交谈，请她为游戏创作一首音乐，她提议歌曲由手风琴与小提琴演奏，并请西班牙语歌手演唱，会使乐曲有探戈风格。村中按照她写的英文歌词谱曲。她前往阿根廷布宜诺市，和阿根廷歌手瓦妮莎·奎罗兹（Vanesa Quiroz）录制翻译过的西班牙语版歌词；但她发现歌词音节与旋律不配，只能再花五分钟时间重组。

## 发售
本游戏在日本以外的地区发售之前，遭遇审查无法通过的难题。怪物“灰色小孩”（Grey Child）在北美版和欧洲版分别经过两次和四次的设计变更才最终通过审查；其最初设计为一个持刀的裸体小孩。这些怪物被认为过于真实，又因玩家可以无阻碍地杀死他们而成为修改主因。制作人员在北美版中将其遮盖面部、皮肤变灰、增大体型并稍微改动头部建模。而欧洲版本的“灰色小孩”则被“低声嗫嚅者”（Mumbler）所取代（但北美版中也有Mumbler的存在）。但在欧洲版的游戏终章，玩家依然可以看见“灰色小孩”的透明轮廓，另一怪物“幼虫潜行者”（Larval Stalkers）也出现了相同状况。
1999年1月31日，游戏在北美的PlayStation平台发售，随后于1999年3月4日在日本发售，1999年8月1日在欧洲发售。2006年，本作被收录于日本发行的系列集合版中。2009年3月19日，本游戏在欧洲的PlayStation网络商店上发售，供PlayStation 3和PlayStation Portable平台下载使用。两天后，游戏因“意外情况”而被删除。2009年9月10日，寂静岭在北美PlayStation Network重新发布。2011年10月26日，在欧洲的PlayStation Network重新发布。

## 评价
| 汇总媒体   | 得分   |
| ---------- | ------ |
| Metacritic | 86/100 |

| 媒体            | 得分   |
| --------------- | ------ |
| GamePro         | 4.5/5  |
| Game Revolution | B+     |
| GameSpot        | 8.2/10 |
| IGN             | 9/10   |
| PlayStation杂志 | 10/10  |
| Fami通          | 34/40  |

《寂静岭》获普遍好评。游戏评论网站Metacritic给予该游戏86/100的汇总评价。由于发售量超过两百万份，本游戏列入了美国PlayStation平台的Greatest Hits名单。
该游戏一直在与同为恐怖游戏的《生化危机》相比较。GamePro网站的Bobba Fatt戏称《寂静岭》是“无耻却精巧的《生化危机》翻版”。其它评论者对此认为，科乐美的《寂静岭》和生化危机系列的一样优秀，虽然两者相似，但和生化危机的本能恐惧和动作路线不同，《寂静岭》另辟蹊径，通过营造不安气氛来逐渐诱发玩家内心的恐惧。音效为游戏气氛增色不少，同时受到评论者的好评。TVG网站的Matjiunis指出游戏的背景音乐“引人入胜”。Game Revolution的评论者则称《寂静岭》的音乐和声效“使人焦虑”。游戏在配音方面并不尽如人意，虽然部分评论者表示《寂静岭》的配音比生化危机系列略胜一筹，但多数人认为其整体表现差劲，指出话语间的停顿破坏了游戏气氛。
评论家指出，有别于《生化危机》预渲染的游戏环境，《寂静岭》为即时演算的3D环境。为解决机能限制问题，游戏大量应用迷雾与黑暗效果，并使用颗粒纹理。多数评论者认为，这些因素其实让游戏得益，IGN的Francesca Reyes同时认为它为游戏塑造了“荒废和腐朽”的气氛。然而在3D环境中，操控却成为问题，在部分“棘手”区域可能会“劝退玩家”。
本游戏作为寂静岭系列的开山之作，一经发售，便获得广泛认可及知名度。在IGN网站发布的“2000年最佳PlayStation游戏”名单中，《寂静岭》名列第14位。GameSpy网站在其2005年发布的“详细介绍最佳PlayStation游戏”文章中，将游戏列入名单第15位。2006年，Gametrailers的一部视频将《寂静岭》评为“最吓人的十款恐怖游戏”之一。2005年，游戏被指出其风格与艺术电影或日式恐怖电影中含有的B级片恐惧模式相去甚远，是因为本游戏是在营造不安气氛而非单纯惊吓玩家。2012年11月，《时代周刊》将《寂静岭》评为“有史以来最好的100款电子游戏”之一。

## 改编作品

### 视觉小说：寂静岭
本游戏的完全改编作品《视觉小说：寂静岭》（Play Novel: Silent Hill），仅在2001年发布于日本Game Boy Advance平台，属视觉小说类游戏，以显示文字的方式复述全游戏剧情。游戏指引玩家在特定选项中做出选择以决定主角的走向，并加入谜题一起作为游戏的主线。游戏首次破关后，可选择进入以西比尔为主角的剧本二，新剧本通关后可继续下载剧本三了解更为深入的情节。若是通過本作的所有故事劇本，將可獲得全部32種的「數位貿易卡（digital trading card）」。但由于Moblie Adaptor GB服务已在2002年12月14日全部停止，所以玩家如今已无法获得「少年編」内的卡片。西方评论家对该作并不认可，批评游戏配乐寥寥无几，严重冲淡了游戏的恐惧感。

#### 主要登場人物
Andy（安迪）
「少年編」的主角。在1代中並沒有登場，為本作原創劇本的主角。1代主角哈利·梅森的鄰居，與雪柔同一個學校的同年級生，7歳。他的小小願望，就是能和雪柔做朋友。但是，他的命運也被捲入了沉默之丘的悲劇中...
※其他登場人物請參考1代。

#### 關於「少年編」
本作的原創劇本，本來是只有「哈利編」「席柏編」兩個，若是使用Moblie Adaptor GB，就可以下載到第三個原創劇本，也就是「少年編」。在「少年編」中，收錄著解明「哈利編」「席柏編」伏筆的線索，以及永遠訴說不盡的片段...等。以春・夏・秋・冬4部所構成，每季都會以季刊的形式發送。

### 寂静岭同名电影
由克里斯多夫·甘斯执导的同名改编电影于2006年4月21日上映，它将游戏的2代、3代及4代的特色或多或少结合了起来。甘斯将原游戏主角哈利·梅森换为女性角色罗斯（Rose Da Silva），他认为哈利在许多方面上和女性相关。他在设计影片的视觉要素时曾受迈克尔·曼，大卫·林奇与大卫·柯能堡等同行影响。电影音乐由山冈晃负责。尽管媒体评价多为负面，但该电影仍然赢得商业上的成功，其视觉效果更是深受原游戏粉丝的喜爱。

### 寂静岭：破碎记忆
游戏重制版《寂静岭：破碎记忆》（Silent Hill: Shattered Memories）由Climax Studios开发、科乐美数字娱乐公司发行。游戏在2009年12月8日发布于Wii，2010年1月19日发布于PlayStation 2和PlayStation Portable平台，游戏多受正面评价。虽然游戏仍受寻找女儿的剧情限制，但其故事情节和角色设计有变，同时另增加“心理分析”环节，视玩家的选择，哈利接受治疗时对给出的问题将存在不同答复，游戏的各种要素也随之改变。该作并不侧重于战斗，而是在永恒冰冻小镇式的“异世界”躲避一系列的怪物。